# Lomax (gra komputerowa)
Lomax (również jako The Adventures of Lomax) – gra komputerowa związana z serią Lemmings. Gracz steruje w niej Lomaxem, lemmingiem mającym za zadanie ocalić swych przyjaciół przed wpływami złego czarnoksiężnika. Gra została wydana na konsolę PlayStation i systemy operacyjne Windows (tylko Windows 95) w 1996 roku. W Polsce została wydana przez CD Projekt w pełnej polskiej wersji językowej.

## Fabuła
Lomax jest lemmingowym bohaterem (a przynajmniej za takiego się podaje). Jego przyjaciele zostali zamienieni w monstra za sprawą magii głównego antagonisty, Złego Edka (ang. Evil Ed). Zadaniem Lomaxa jest go powstrzymać oraz uratować swoich przyjaciół, w czym pomaga mu jego magiczny hełm. Lomax przechodzi kolejno przez Lemmingolandię, krainę horroru, Dziki Zachód i kosmiczne bezdroża, by w końcu stanąć do walki ze Złym Edkiem.

## Rozgrywka
Gra odziedziczyła sposób gry oraz styl po produkcji Flink, poprzednim dziele jej twórców – Erwina Kloibhofera i Henka Nieborga. Sterując Lomaxem, gracz musi przebrnąć przez cztery główne światy o określonej ilości poziomów, w stylu przesuwającej się poziomo gry platformowej. Gra wykorzystuje system wpisywania haseł na każdy poziom, w zastępstwie dla zwykłego systemu zapisów. Grafika gry składa się z ręcznie rysowanych przez Henka Nieborga dwuwymiarowych grafik, utrzymanych w rozdzielczości 320x240. Istnieje jednak w grze pewna imitacja trójwymiarowości, objawiająca się głównie w możliwości przejścia na bliżej lub dalej położony plan poziomu.